# إد وايت (لاعب غولف)
إد وايت (بالإنجليزية: Edward White)‏ هو لاعب غولف أمريكي، ولد في 29 أكتوبر 1913 في بونهام في الولايات المتحدة، وتوفي في 18 سبتمبر 1999.